# Кширодакашайи Вишну
Кширодакашайи Вишну — одна из пуруша-аватар Нараяны. В Гаудия-вайшнавизме, школе вайшнавизма, Сатвата-тантра описывает три различных формы или аспекта Вишну как Махавишну, Гарбходакшайи-Вишну и Кширодакашайи Вишну. Кширодакашайи-Вишну пребывает в сердце каждого живого существа как четырёхрукая экспансия, подобная Махавишну. Его также называют Параматмой или сверхдушой . Его обитель — Вайкунтха. Его личное место пребывания — Кширасагара (Молочный океан), и он отождествляется с Анируддхой, экспансией Нараяны.

## Саттва-гуна
Вишну как божество качества благости в материальном мире, — это так же Кширодакашайи Вишну, Параматма.